# Нортон-Шорс (Мічиган)
Нортон-Шорс (англ. Norton Shores) — місто (англ. city) в США, в окрузі Маскігон штату Мічиган. Населення — 25 030 осіб (2020).

## Географія
Нортон-Шорс розташований за координатами 43°10′10″ пн. ш. 86°14′7″ зх. д. / 43.16944° пн. ш. 86.23528° зх. д. (43.169512, -86.235384).  За даними Бюро перепису населення США в 2010 році місто мало площу 63,77 км², з яких 60,18 км² — суходіл та 3,58 км² — водойми.

## Демографія
Згідно з переписом 2010 року, у місті мешкали 23 994 особи в 9977 домогосподарствах у складі 6667 родин. Густота населення становила 376 осіб/км².  Було 10939 помешкань (172/км²).
Расовий склад населення:
| - 91,8 % — білих - 3,2 % — чорних або афроамериканців - 1,2 % — азіатів - 0,8 % — корінних американців - 1,0 % — осіб інших рас |

До двох чи більше рас належало 2,0 %. Частка іспаномовних становила 3,8 % від усіх жителів.
За віковим діапазоном населення розподілялося таким чином: 22,0 % — особи молодші 18 років, 60,2 % — особи у віці 18—64 років, 17,8 % — особи у віці 65 років та старші. Медіана віку мешканця становила 43,3 року. На 100 осіб жіночої статі у місті припадало 94,4 чоловіків;  на 100 жінок у віці від 18 років та старших — 92,4 чоловіків також старших 18 років.
Середній дохід на одне домашнє господарство  становив 66 816 доларів США (медіана — 50 850), а середній дохід на одну сім'ю — 83 035 доларів (медіана — 67 068). Медіана доходів становила 48 327 доларів для чоловіків та 36 034 долари для жінок. За межею бідності перебувало 8,6 % осіб, у тому числі 10,3 % дітей у віці до 18 років та 4,4 % осіб у віці 65 років та старших.
Цивільне працевлаштоване населення становило 11 192 особи. Основні галузі зайнятості: освіта, охорона здоров'я та соціальна допомога — 21,8 %, виробництво — 21,2 %, роздрібна торгівля — 11,5 %, мистецтво, розваги та відпочинок — 9,8 %.